# Constantin Meunier Museum

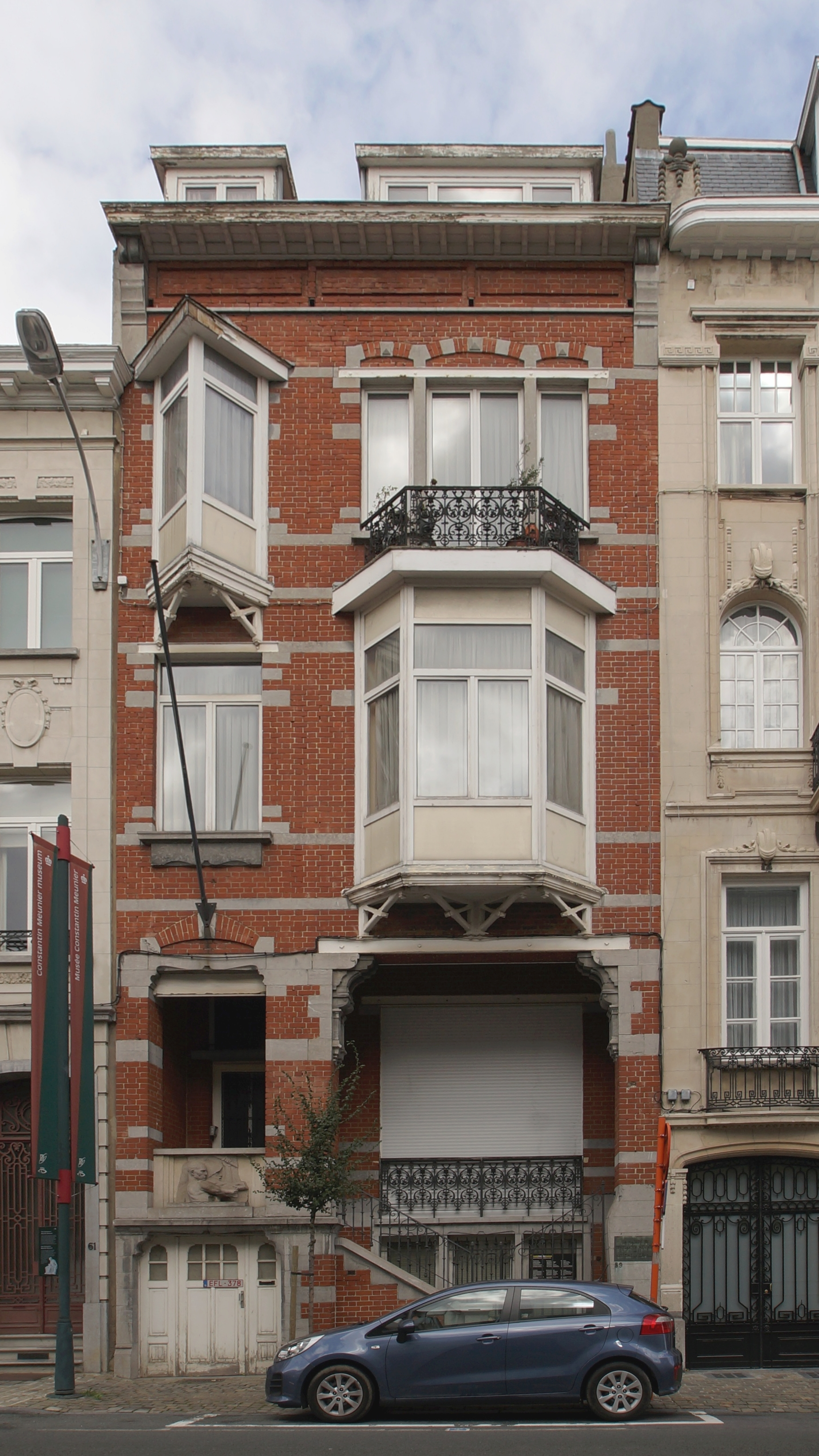
Constantin Meunier Museum

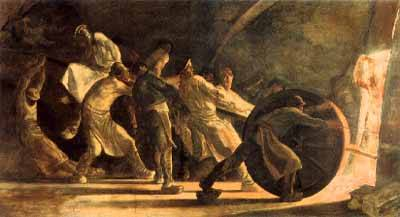
Constantin Meunier: Der zerbrochene Tiegel

Das Constantin Meunier Museum (frz. Le Musée Constantin Meunier, niederl. Het Constantin Meuniermuseum) ist ein dem belgischen Bildhauer und Maler Constantin Meunier gewidmetes Museum in Ixelles in der Region Brüssel.
Constantin Meunier war bereits ein international anerkannter Bildhauer, als er Ende des 19. Jahrhunderts beschloss, in der Rue de l’Abbaye im Brüsseler Vorort Ixelles ein nach eigenen Plänen gestaltetes Wohnhaus mit Atelierräumen bauen zu lassen. Der Künstler lebte hier bis zu seinem Tod. Der belgische Staat kaufte das Haus 1936 zusammen mit 700 Werken Meuniers und öffnete es 1939 dem Publikum. Seit 1978 ist es Teil der Königlichen Museen der Schönen Künste.
Die im Museum gezeigte Auswahl umfasst Gemälde und Zeichnungen aus der Zeit bis 1885 und Skulpturen aus der anschließenden Schaffensphase des bedeutendsten belgischen Bildhauers seiner Zeit.